# Acipenser oxyrinchus
El esturión del Atlántico (Acipenser oxyrinchus) es una especie de pez del género Acipenser, familia Acipenseridae. Fue descrita científicamente por Mitchill en 1815.
Se distribuye desde Canadá hasta el noreste de Florida, ocasionalmente frecuenta las Bermudas y Guayana Francesa. En Europa: mar Báltico. Ocasionalmente registrado en Gran Bretaña y el mar del Norte. La longitud total (TL) es de 430 centímetros. Habita en aguas poco profundas de las plataformas continentales y su dieta se compone de invertebrados bentónicos como moluscos, crustáceos e insectos acuáticos. Puede alcanzar los 50 metros de profundidad.
Está clasificada como una especie marina inofensiva para el ser humano.